# Głożyna cierń Chrystusa

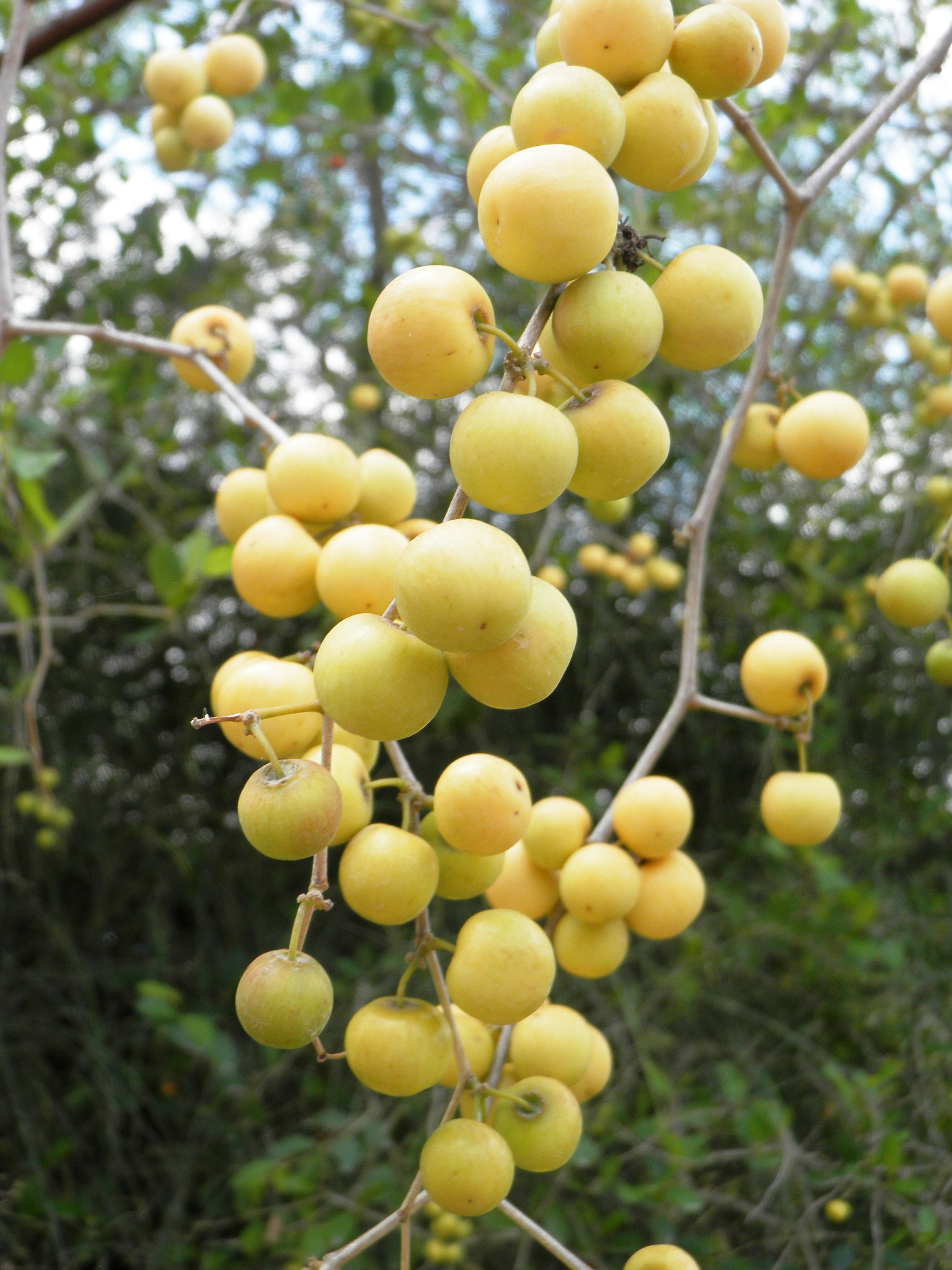
Owoce

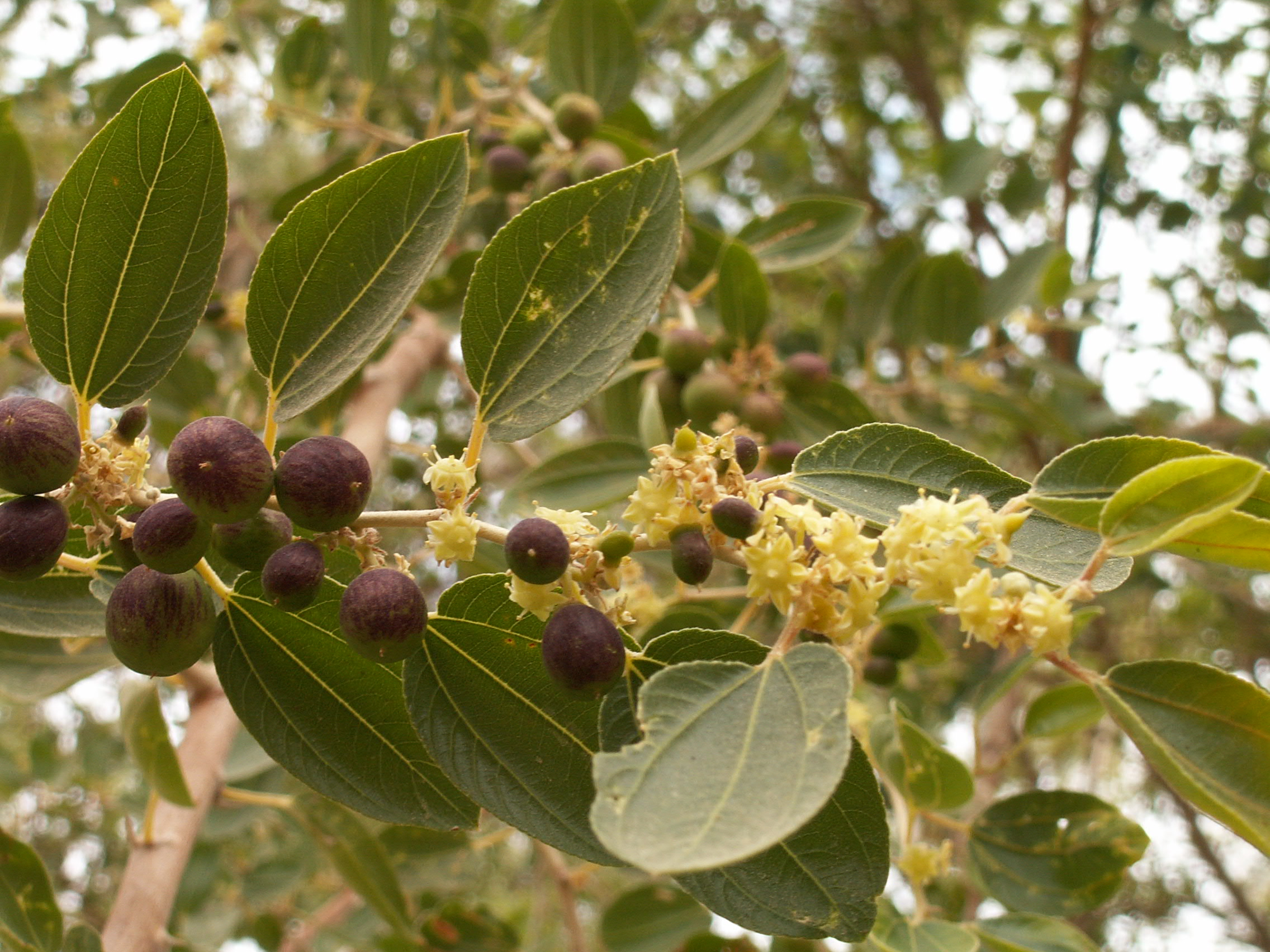
Liście i niedojrzałe owoce

Głożyna cierń Chrystusa (Ziziphus spina-christi (L.) Willd.) – gatunek wiecznie zielonego drzewa z rodziny szakłakowatych. Występuje w północno-wschodniej i wschodniej Afryce (Egipt, Etiopia, Somalia, Sudan, Kenia), na Półwyspie Arabskim (Arabia Saudyjska, Jemen, Oman), Półwyspie Indyjskim (Indie, Pakistan) i w Azji Zachodniej (półwysep Synaj, Irak, Iran, Izrael, Jordania, Syria, Liban, Afganistan). Jest uprawiany w wielu krajach świata. Roślina ta brana jest pod uwagę jako materiał, z którego wykonano koronę cierniową Jezusa Chrystusa. Stąd pochodzi nazwa epitetu gatunkowego rośliny.

## Morfologia
PokrójDrzewo o wysokości do 20 m, średnicy pnia 60 cm i szerokiej, parasolowatej koronie. Zwisające gałązki są cienkie i zygzakowate. Pień poskręcany, kora jasnoszara, bardzo popękana i łuszcząca się.
LiścieLancetowate lub elipsowate, o ostrym wierzchołku, całobrzegie, z dobrze widocznym użyłkowaniem. Górna powierzchnia naga, dolna delikatnie owłosiona. U podstawy każdego liścia wyrastają dwa ciernie, jeden, wyprostowany o długości 1,5 cm, drugi, krótszy, hakowato zagięty.
KwiatyZielone i żółte, na szypułkach o długości 2–3 mm. Zebrane są w groniasty kwiatostan.
OwocPestkowiec o średnicy 1 cm.

## Biologia i ekologia
Preferuje brzegi stawów, rzek i wód gruntowych oraz wadi, ale jest rośliną odporną na suszę i upały, rośnie także na obszarach pustynnych, w których średnia roczna ilość opadów nie przekracza 100 mm. Ma rozległy system korzeniowy i gromadzi pewną ilość wody, tak że może wytrzymać przez długi okres bez opadów. Tworzy trudne do przejścia, kolczaste zarośla. Wytrzymuje nocne przymrozki oraz dosyć duże zasolenie gleby. W górach sięga do wysokości 2000 m.

## Zastosowanie
- Owoce są jadalne, czasami nawet słodkawe. Średnia masa jednego owocu wynosi 50 g, owoce zawierają 14,16% cukru i około 1,6% witaminy C. Wytwarza się z nich napój alkoholowy[7].
- Liście są objadane przez wypasane owce i bydło, ale ich wartość odżywcza jest niewysoka[7].
- Z drewna powstaje bardzo dobry węgiel drzewny, ale biorąc pod uwagę coraz rzadsze występowanie tego gatunku, jego produkcja ma niewielkie znaczenie[7].
- Drewno jest cennym materiałem stolarskim. Jest twarde i ciężkie, wytwarza się z niego słupy, belki dachowe, drzewca włóczni, meble[7].
- Roślina lecznicza. Liście zawierają różne alkaloidy, w tym ziziphinę, jubaninę i amfibinę, alfa terpinol, linalol i różne saponiny. W Sahelu korzenie są stosowane do leczenia bólów głowy, a popiół uważa się za skuteczny na ukąszenia węży. Gotowane liście są stosowane w różnych ranach powierzchniowych, a także przy helmintozach. W Egipcie i południowej Saharze z owoców wykonuje się narkotyczny napój uznawany za środek usypiający i uspokajający. W Maroku owoce są stosowane jako środek ściągający i zmiękczający skórę, również do leczenia ropni i czyraków. Okład z młodych liści jest stosowany w celu zmniejszenia stanów zapalnych[7].

## Udział w kulturze
Głożyna cierń Chrystusa występuje w Biblii i to w trzech wątkach. Pierwszym jest 
przypowieść Jotama o drzewach, które spośród siebie wybierały króla (Księga Sędziów 9,14-15). Według izraelskich znawców roślin biblijnych drzewo opisane w Biblii hebrajskim słowem 'āṭāḍ to właśnie głożyna cierń Chrystusa. Znajomość wydarzeń historycznych i cech tego drzewa pozwala zrozumieć sens przypowieści Jotama. Potężne drzewo głożyny góruje nad innymi, miejscowymi gatunkami drzew, jego mało smaczne owoce i ciernie oznaczają złe uczynki Abimeleka, a samo drzewo jest jak Abimelek niebezpieczne dla tych, którzy chcieliby żyć w jego cieniu; nawet świeże jego gałązki spalają się bardzo gwałtownie. W tradycji chrześcijańskiej utrwaliło się, że z pędów Zizyphus spina christi żołnierze wykonali cierniową koronę Jezusa Chrystusa. Jest to prawdopodobne, drzewo to występuje bowiem do dzisiaj w Jerozolimie, a jego młode pędy są wiotkie i łatwo je spleść. Trzecia grupa cytatów, w których może występować ten gatunek drzewa, to spotykane w wielu miejscach Biblii cytaty z ogólnym określeniem “ciernie”. Gatunek ten jest przez niektórych etnobotaników uznawany za jeden z pierwowzorów mitycznego drzewa lotosu, zwłaszcza gatunku opisywanego przez Teofrasta jako lotos cyrenajski.